# La Couronne d'épines
La Couronne d'épines ou Le Christ couronné d'épines est une huile sur toile peinte en 1576 par le Titien.

## Caractéristiques
Cette toile est conservée actuellement à l'Alte Pinakothek de Munich. C'est une composition typique de la dernière période du Titien. Elle peut être comparée à une version antérieure de 1542 sur le même sujet, conservée au musée du Louvre à Paris.